# Beleňkaja
Beleňkaja (rusky Беленькая) je menší, 892 m vysoký stratovulkán, nacházející se v jižní části poloostrova Kamčatka, jihozápadně od stratovulkánu Ksudač a severozápadně od komplexu Kellja. V horninovém složení vulkánu převládají bazalty. Doba poslední erupce není známa, ale odhaduje se na holocén.